# Dwór środkowy w Starej Łomnicy
Dwór środkowy w Starej Łomnicy (niem. Mittelhof) – zabytkowy dwór w Starej Łomnicy, położonej w Polsce, w województwie dolnośląskim, w powiecie kłodzkim, w gminie Bystrzyca Kłodzka.

## Opis

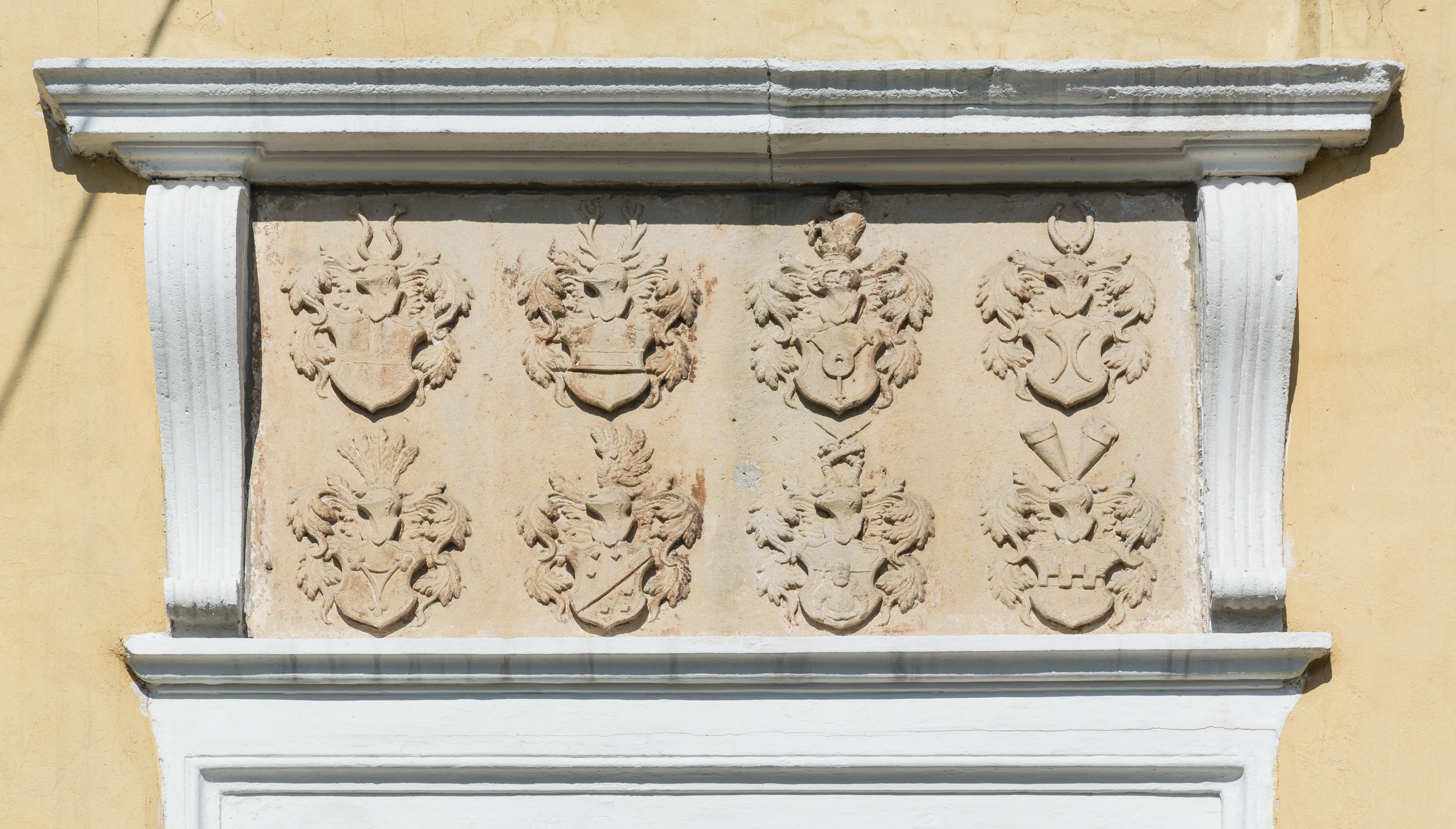
Pannwitz, Ratschin, Fulštejn, Nostiz, Ulesdorf, X, Hennigsdorf, Tschischwitz

Dwór wybudowany w drugiej połowie XVI w. W skład zespołu dworskiego wchodzi gotycka pięciokondygnacyjna wieża mieszkalna, obecnie budynek gospodarczy przy dworze. Wybudowana została w XV w. przez Pannwitzów, przebudowywana w 1897 r., 1935 r. Obok wieży dwukondygnacyjny renesansowy dwór z okazałym portalem i płyciną z dwoma rzędami kartuszy z ośmioma herbami szlacheckimi (von):
- górny rząd, od lewej: 1. Pannwitz 2. Ratschin 3. Reichenbach 4. Nostiz
- dolny rząd, od lewej: 1. Ullersdorf 2. Herb (ze skosem)[3] 3. Hennigsdorf 4. Tschischwitz[4].

## Herby

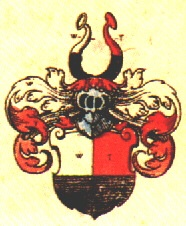
1. von Pannwitz
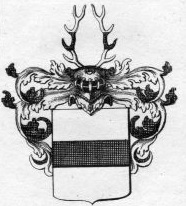
2. von Ratschin
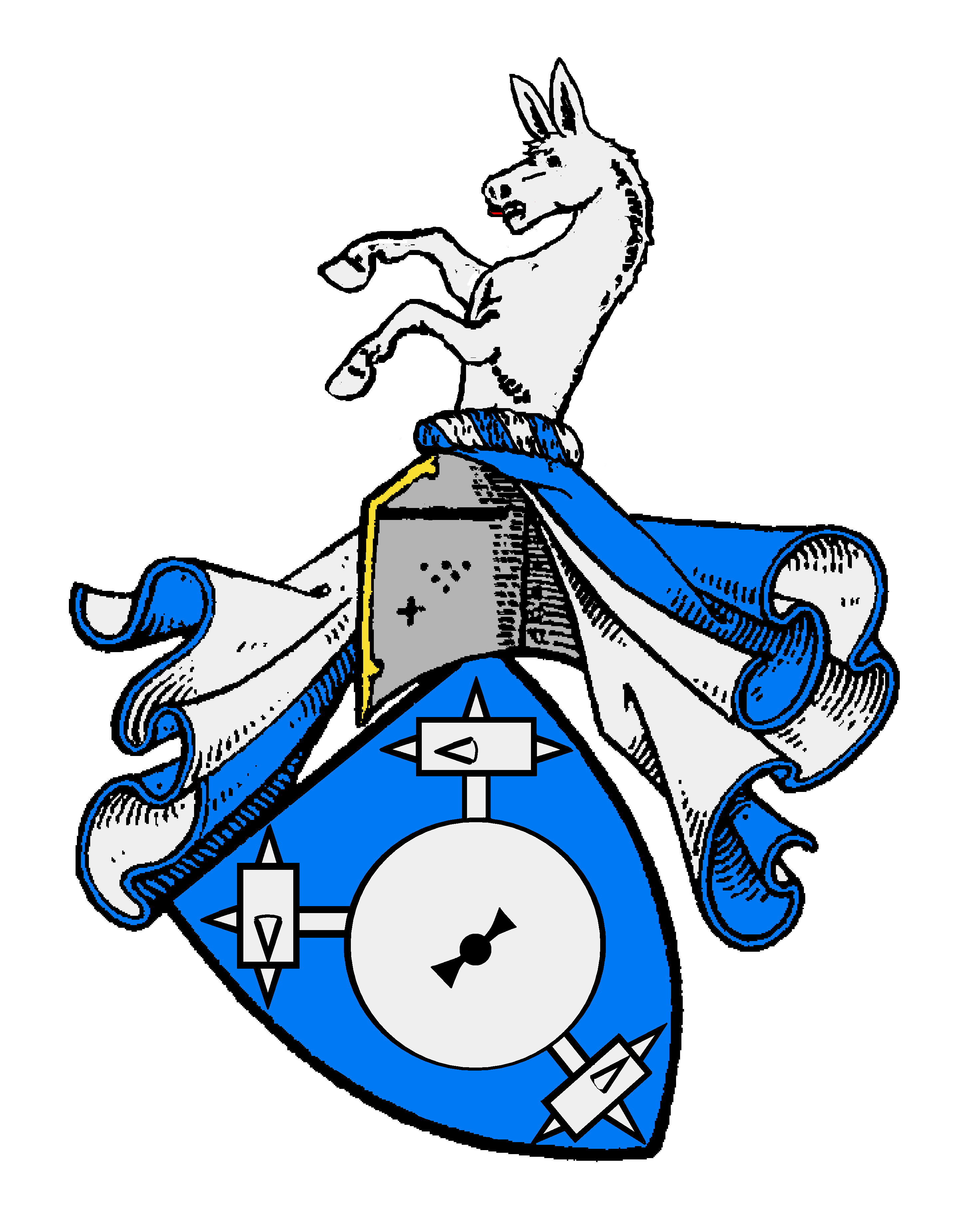
3. von Reichenbach
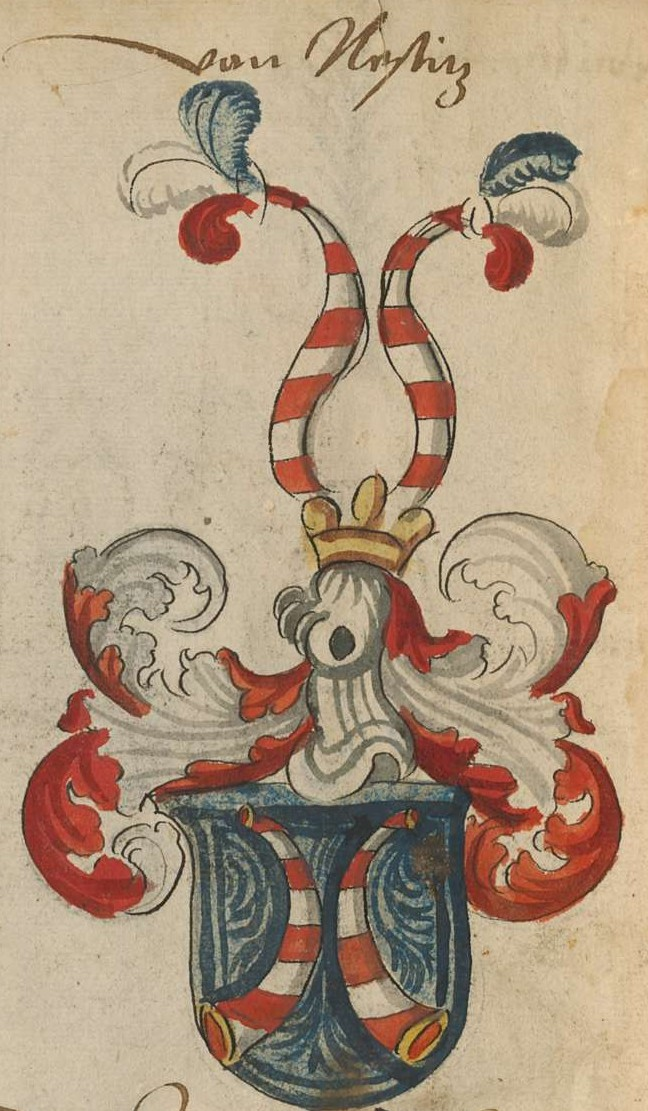
4.  von Nostiz

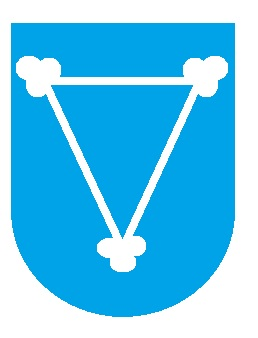
1. von Ullesdorf (tarcza)
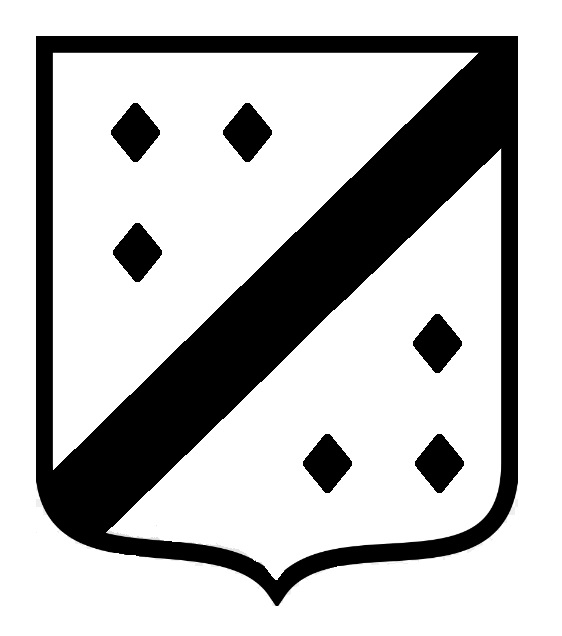
2. Herb ze skosem lewym (tarcza)
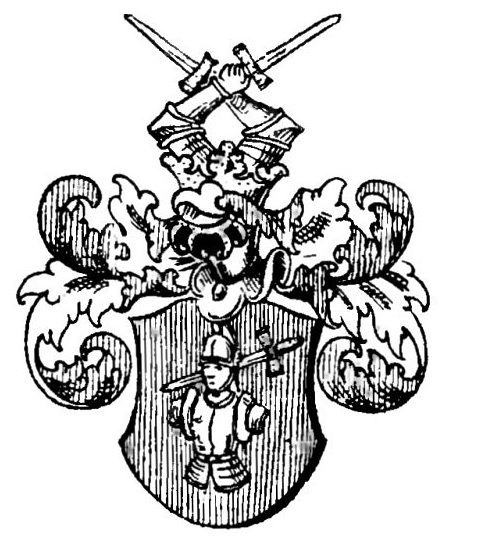
3. von Hennigsdorf
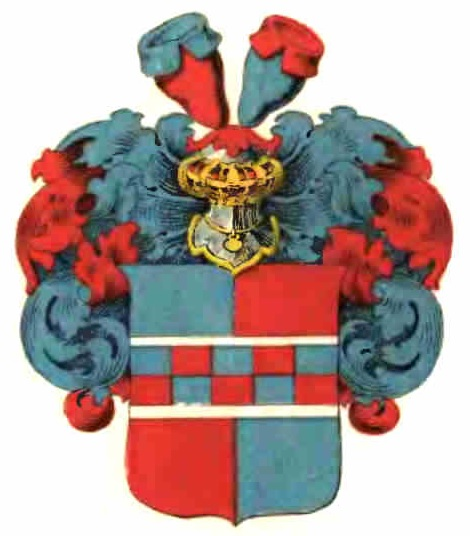
4. von Tschischwitz

W wojewódzkim rejestrze zabytków zapisano:
- dwór środkowy, obecnie dom nr 72 z drugiej połowy XVI w., przebudowany w 1617, XIX w., nr rej.: 534/A/05 z 1.06.2005
- wieża mieszkalna, obecnie budynek gospodarczy przy dworze nr 72 z XV w., przebudowana w 1897, 1935, nr rej.: 454/748 z 26.09.1960